# Гаражный проезд (Санкт-Петербург)

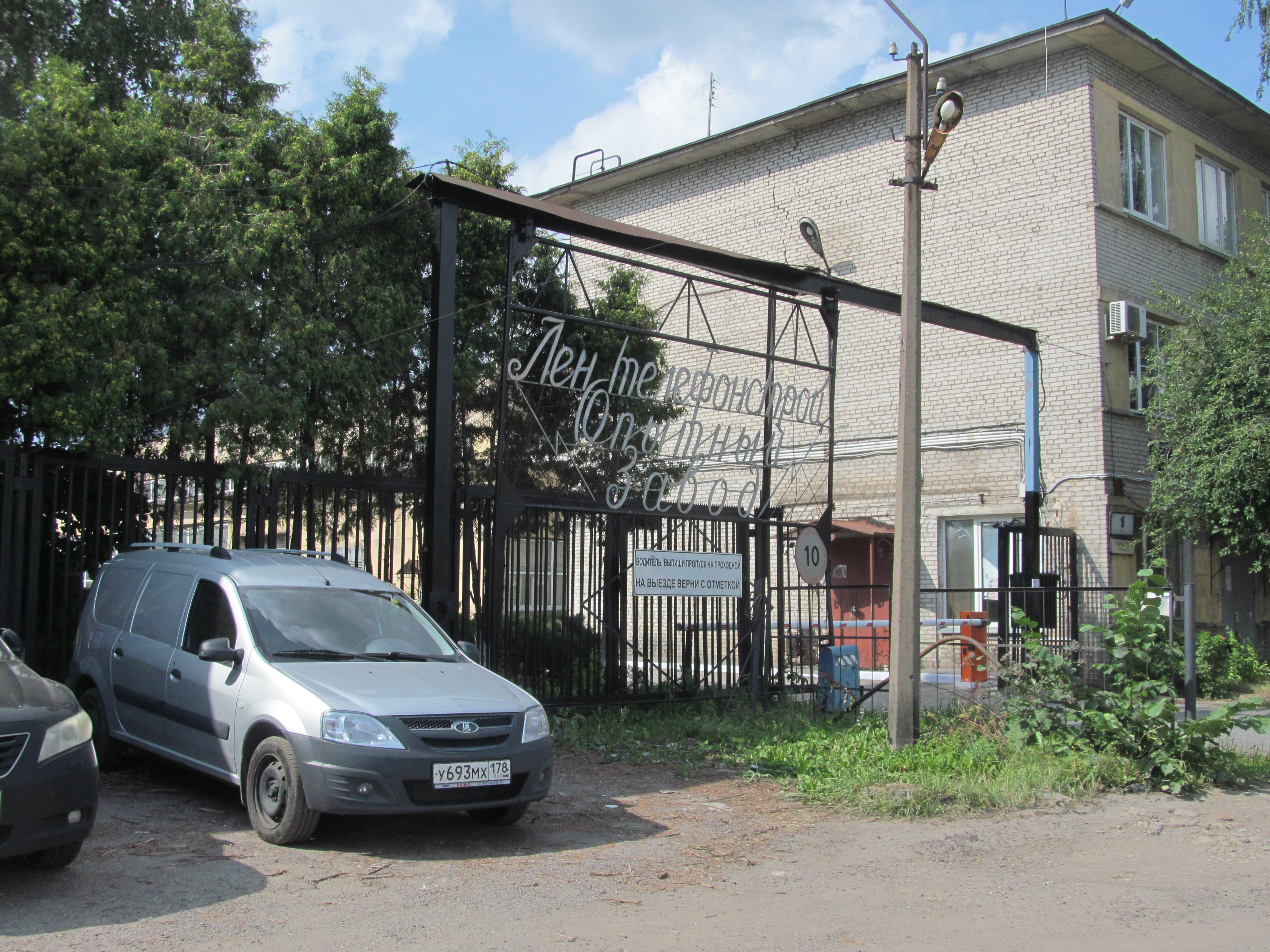

Гара́жный проезд — проезд во Фрунзенском районе Санкт-Петербурга. Проходит от проспекта Девятого Января до Грузового проезда.

## История
Проезд получил название 19 мая 1975 года.

## Транспорт
- Ближайшие станции метро — «Обухово» и «Дунайская».
- Ближайшие автобусные остановки расположены на пересечении Гаражного и Грузового проездов (96 автобус) и на пересечении Грузового проезда и Софийской улицы (96 и 326 автобусы). На самом проезде движение общественного транспорта отсутствует.
- Неподалёку расположена ж/д «Обухово».

## Пересечения
- Проспект Девятого Января — Гаражный проезд примыкает к нему
- Складской проезд — примыкание
- Грузовой проезд — Гаражный проезд примыкает к нему